# شهرستان افلح الیمن
ناحیهٔ افلح الیمن (به عربی: مدیریة أفلح الیمن) یک ناحیه در یمن است که در استان حجه واقع شده‌است. شهرستان افلح الیمن ۳۸٬۸۷۴ نفر جمعیت دارد.